# 海雲台駅
海雲台駅（ヘウンデえき）は、大韓民国釜山広域市海雲台区にある、釜山交通公社2号線の駅。駅番号は203。

## 駅構造
相対式ホーム2面2線の地下駅で、フルスクリーンタイプのホームドアが設置されている。

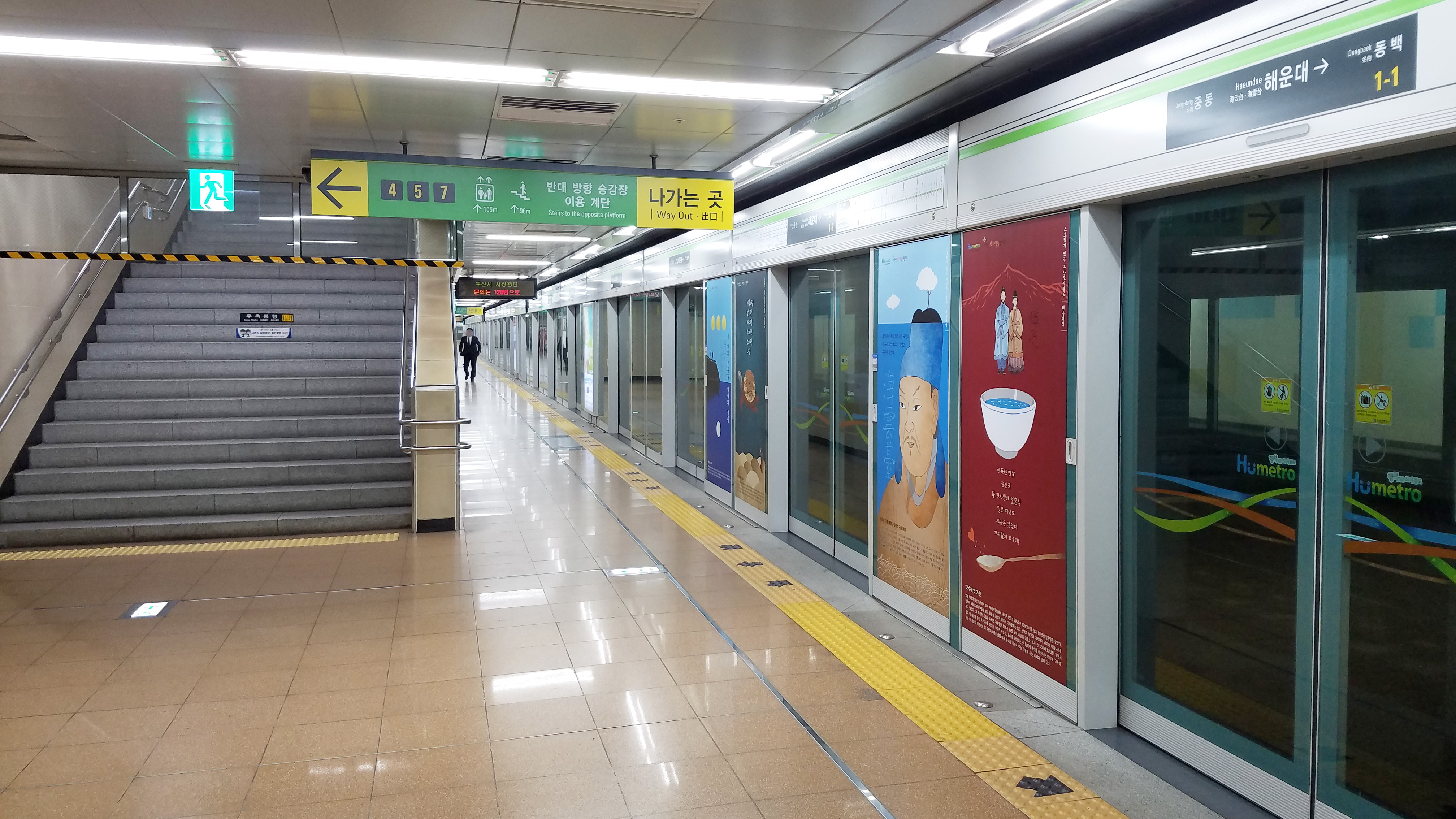
下りホーム（2018年4月）
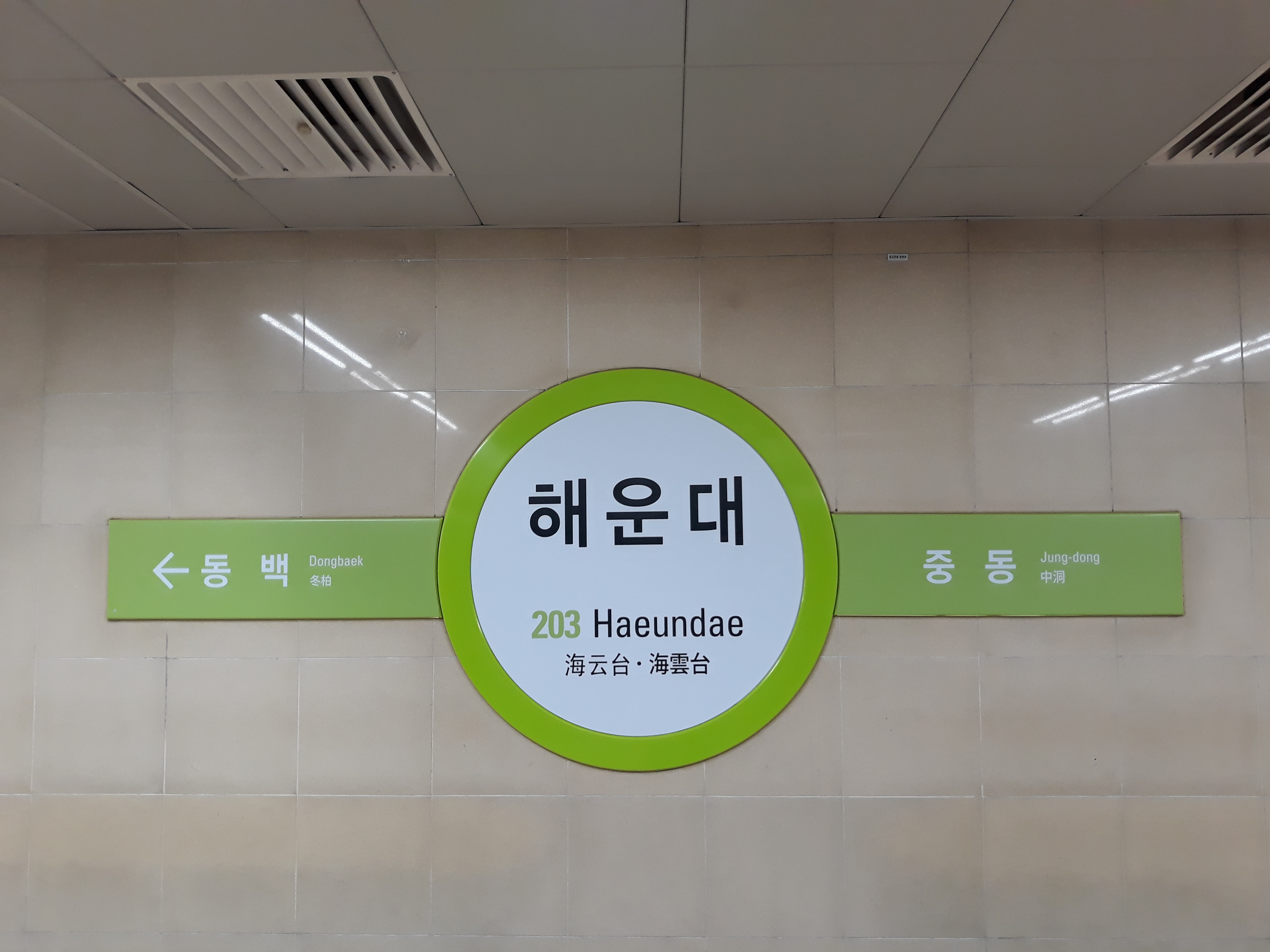
駅名標
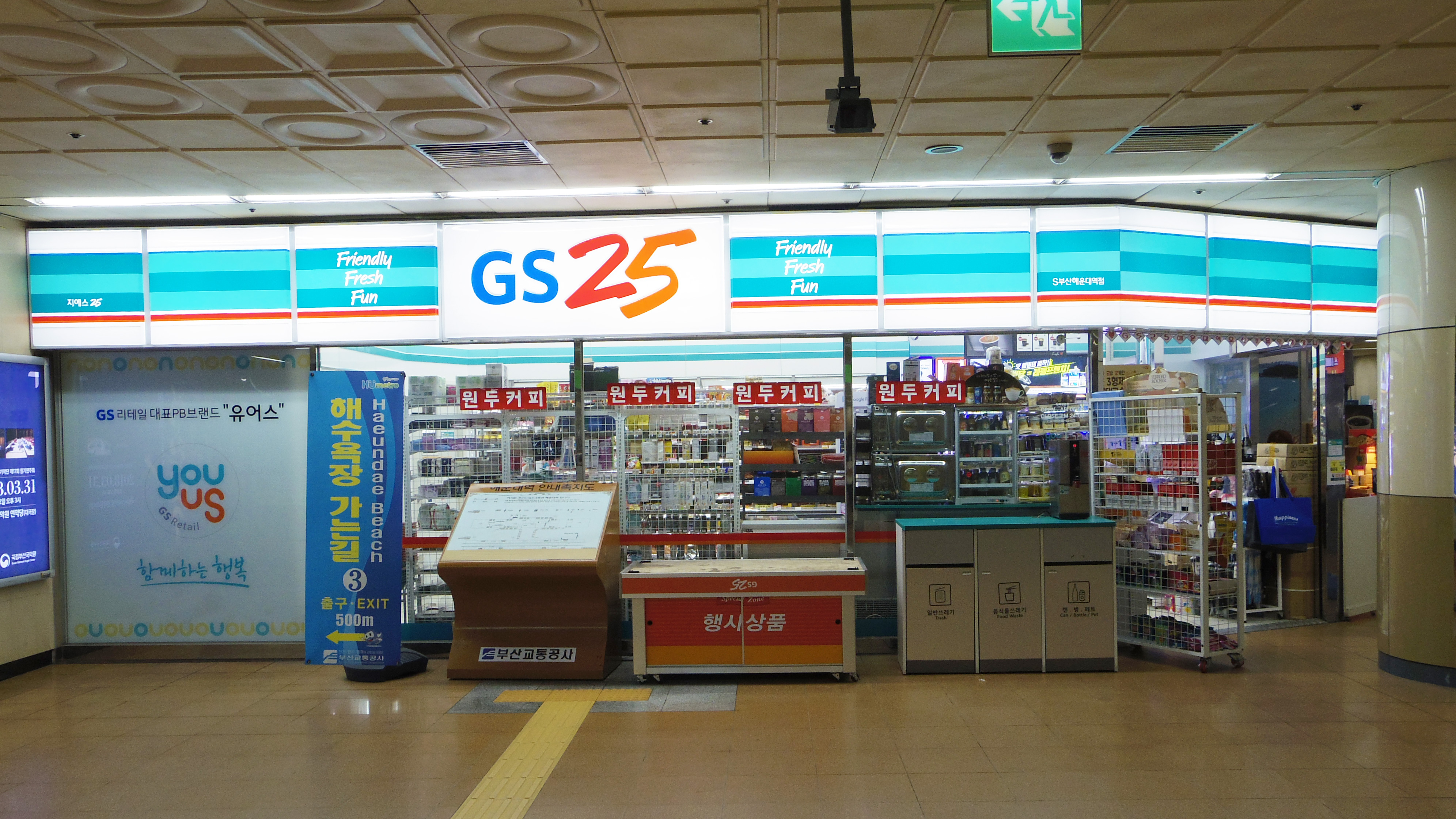
GS25釜山海雲台駅店（2018年4月）

### のりば
| 上り | 2号線 | 萇山方面 |
| 下り | 2号線 | 梁山方面 |

## 駅周辺
かつては韓国鉄道公社（KORAIL）東海南部線の海雲台駅と隣接しており乗り換えが可能だったが、2013年12月2日に同駅が北東へ約3km移転（移転後の2016年12月30日に新海雲台駅に改称）したため乗り換え駅ではなくなった。現在、新海雲台駅へは当駅よりも萇山駅の方が近い（ただし萇山駅からも約1.5km離れているため、乗り換え駅とはなっていない）。
- CGV 海雲台
- 海雲台区庁
- 海雲台市外バスターミナル
- 海雲台海水浴場（海雲台ビーチ）
- 海雲台市場
- セーブゾーン海雲台店
- 釜山機械工業高等学校
- 駅前治安センター
- 佑1洞住民センター
- 東横INN釜山海雲台2

## 歴史
- 2002年8月29日 - 開業。

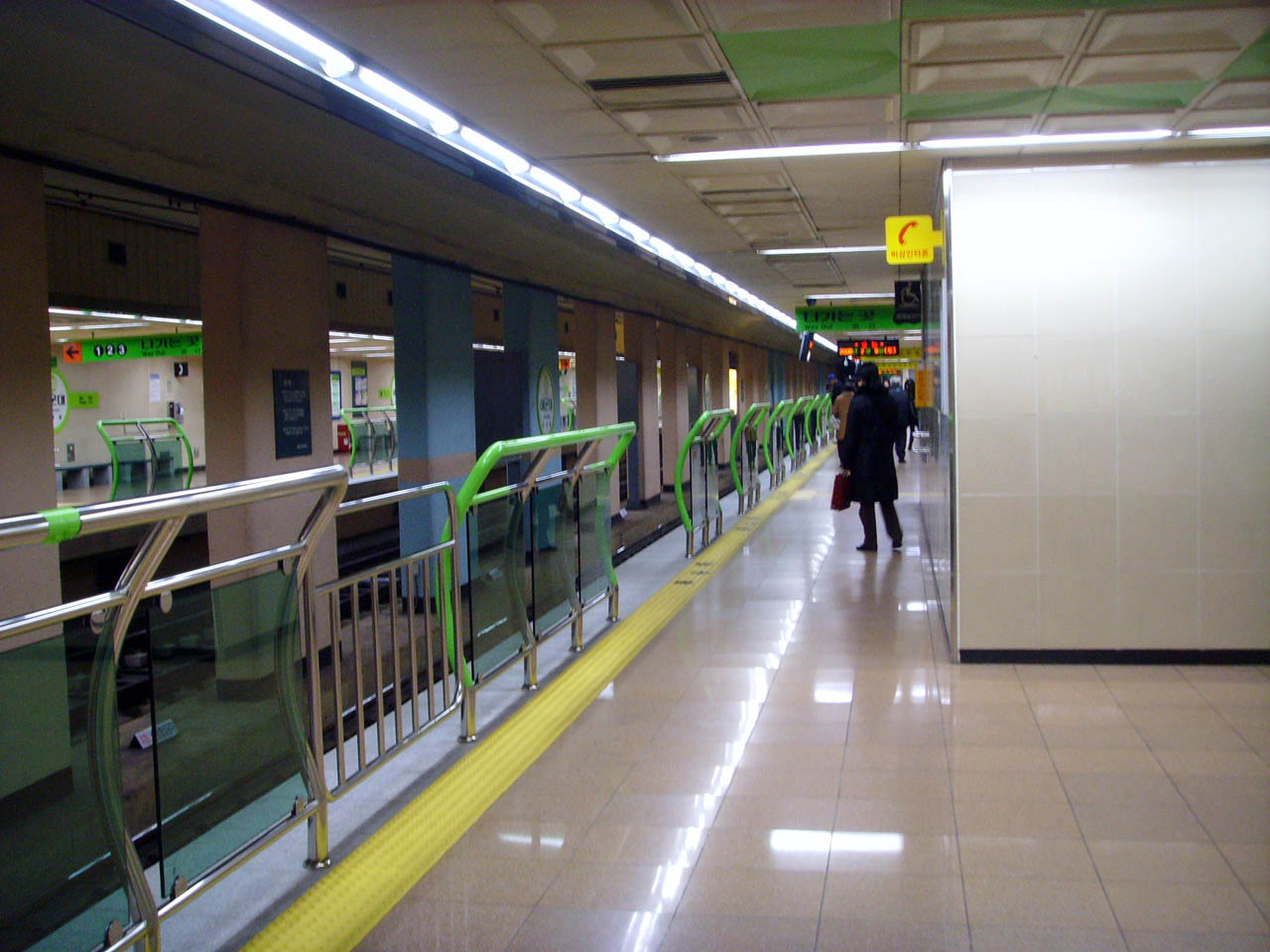
ホームドア設置前（2008年2月）
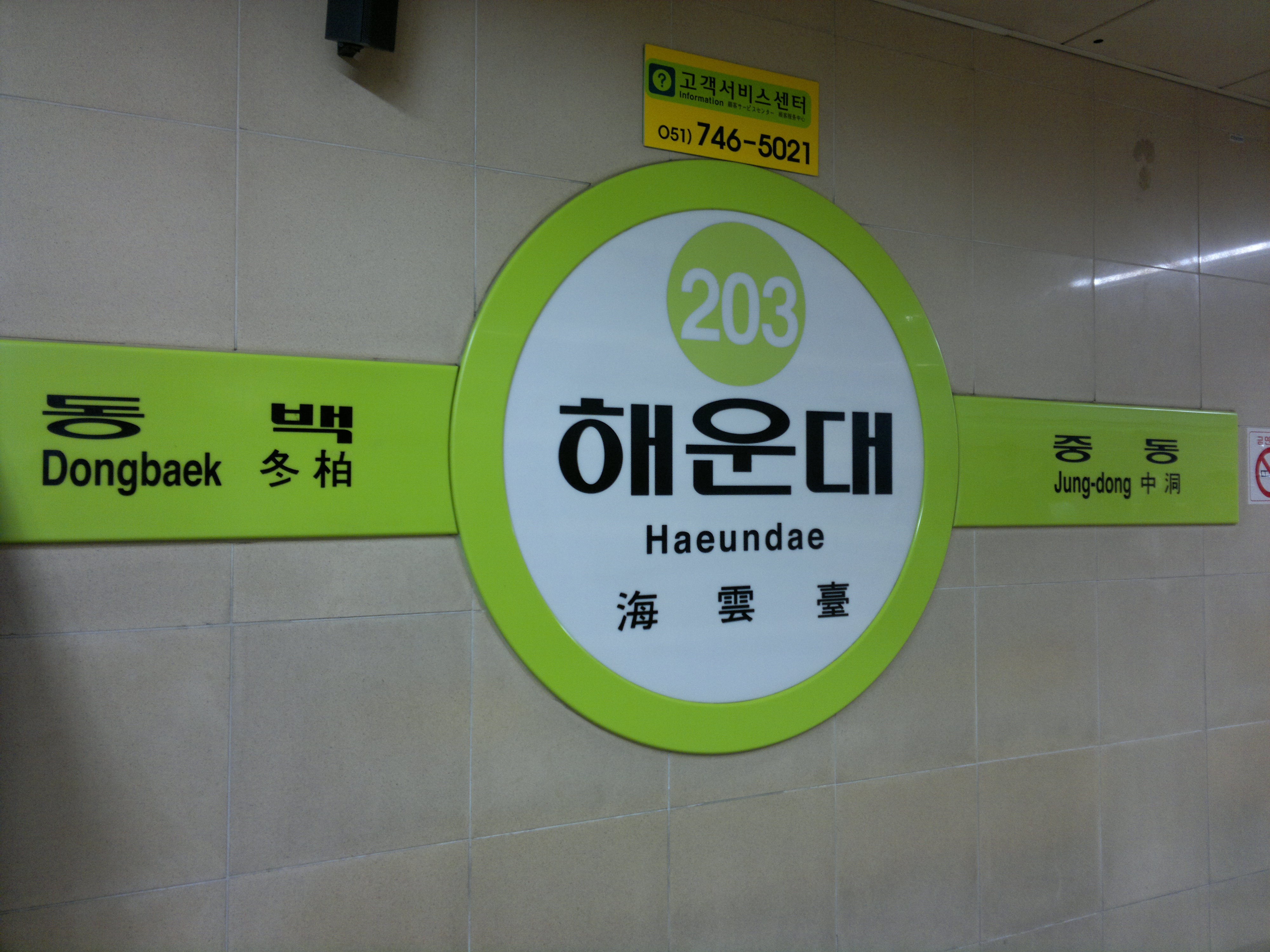
旧型駅名標

## 隣の駅
釜山交通公社
 2号線
中洞駅 (202) - 海雲台駅 (203) - 冬柏駅 (204)